# 1166
El 1166 (MCLXVI) fou un any comú començat en dissabte del calendari julià.

## Esdeveniments
- Alfons el Cast esdevé comte de Provença.[1]
- Averrois afirma que a les taques solars hi ha les ombres dels planetes.
- Els seljúcides conquereixen la Siunia.

## Necrològiques
- 7 de maig: Guillem I de Sicília (n. el 1131).[2]